# The Twins (bergskedja i Hongkong)
The Twins (kinesiska: 孖崗山, 孖岗山) är en bergskedja i Hongkong (Kina). Den ligger på Hongkongön (Hong Kong Island).
The Twins sträcker sig 16,8 km i sydostlig-nordvästlig riktning. Den högsta toppen är Victoria Peak, 552 meter över havet.
Topografiskt ingår följande toppar i The Twins:
- Dragon's Back
- High West
- Hill Above Belchers
- Hok Tsui Shan
- Jardines Lookout
- Kwai Shan
- Lin Fu Tseng Shan
- Lo Fu Shan
- Ma Hang Shan
- Mount Butler
- Mount Cameron
- Mount Collinson
- Mount Davis
- Mount Gough
- Mount Kellett
- Mount Nicholson
- Mount Parker
- Nam Long Shan
- Obelisk Hill
- Pak Pat Shan
- Pan Nap Shan
- Pottinger Peak
- Shek O Peak
- Stanley Mound
- Tai Tam Mound
- Tsz Lo Lan Shan
- Wan Cham Shan
- Victoria Peak
- Ye Chu Keng